# روبرت باجيك
روبرت باجيك (بالإنجليزية: Robert Bajic)‏ (29 يوليو 1977 بوايللا في أستراليا - ) هو لاعب كرة قدم أسترالي في مركز حراسة المرمى. لعب مع أدلايد رايدرز وأدلايد غالاكسي وإنفيلد سيتي فالكونز وروتشيدال روفرز وغولد كوست يونايتد ونادي أديلايد يونايتد ونادي سونغ لام نغي أن وBrisbane Knights FC ‏.

## وصلات خارجية
- روبرت باجيك على موقع قاعدة بيانات كرة القدم.إي يو (الإنجليزية)